# Wasserstraßen- und Schifffahrtsamt

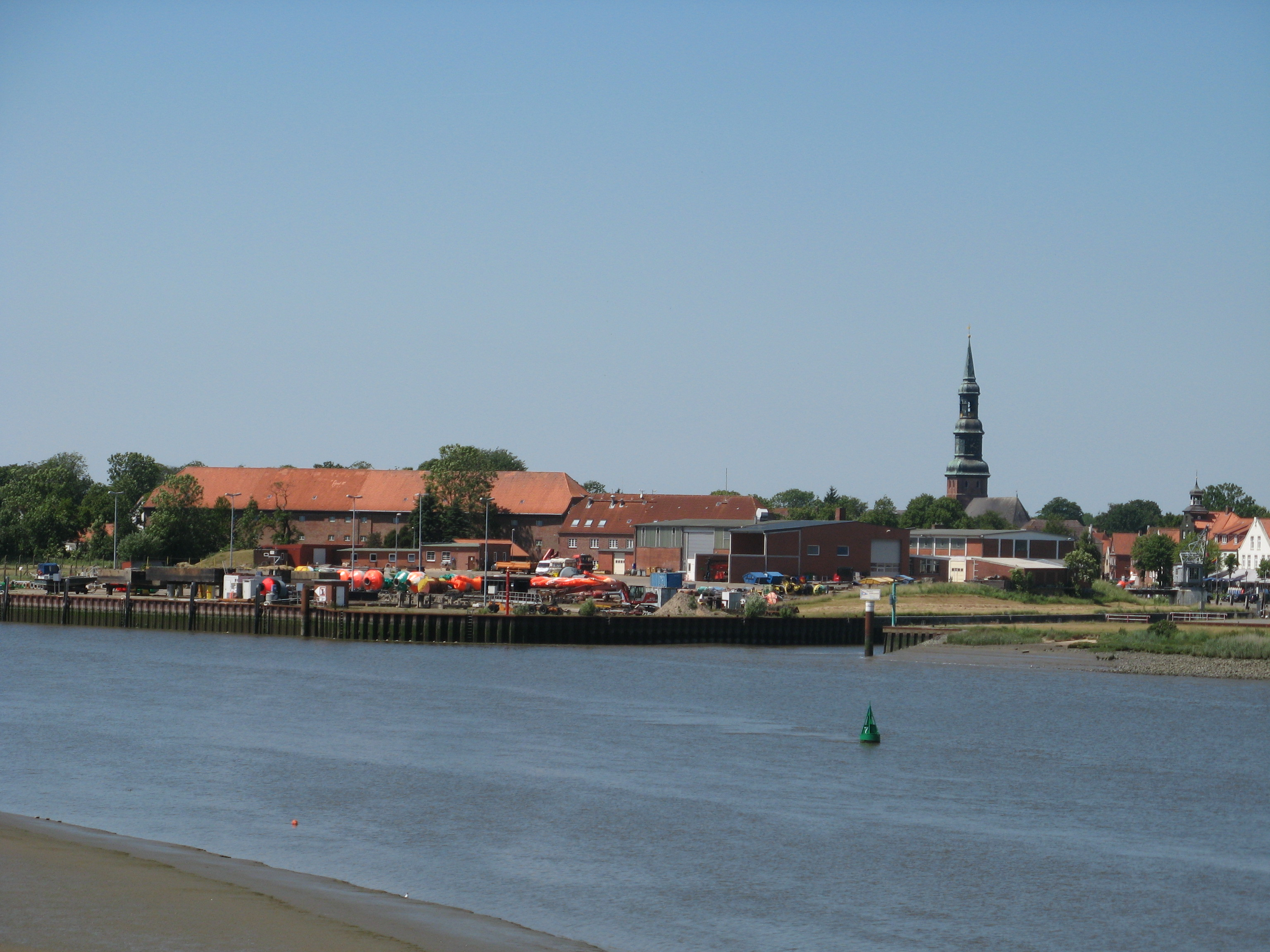
Betriebshof des WSA Elbe-Nordsee Dienstort Tönning an der Eider

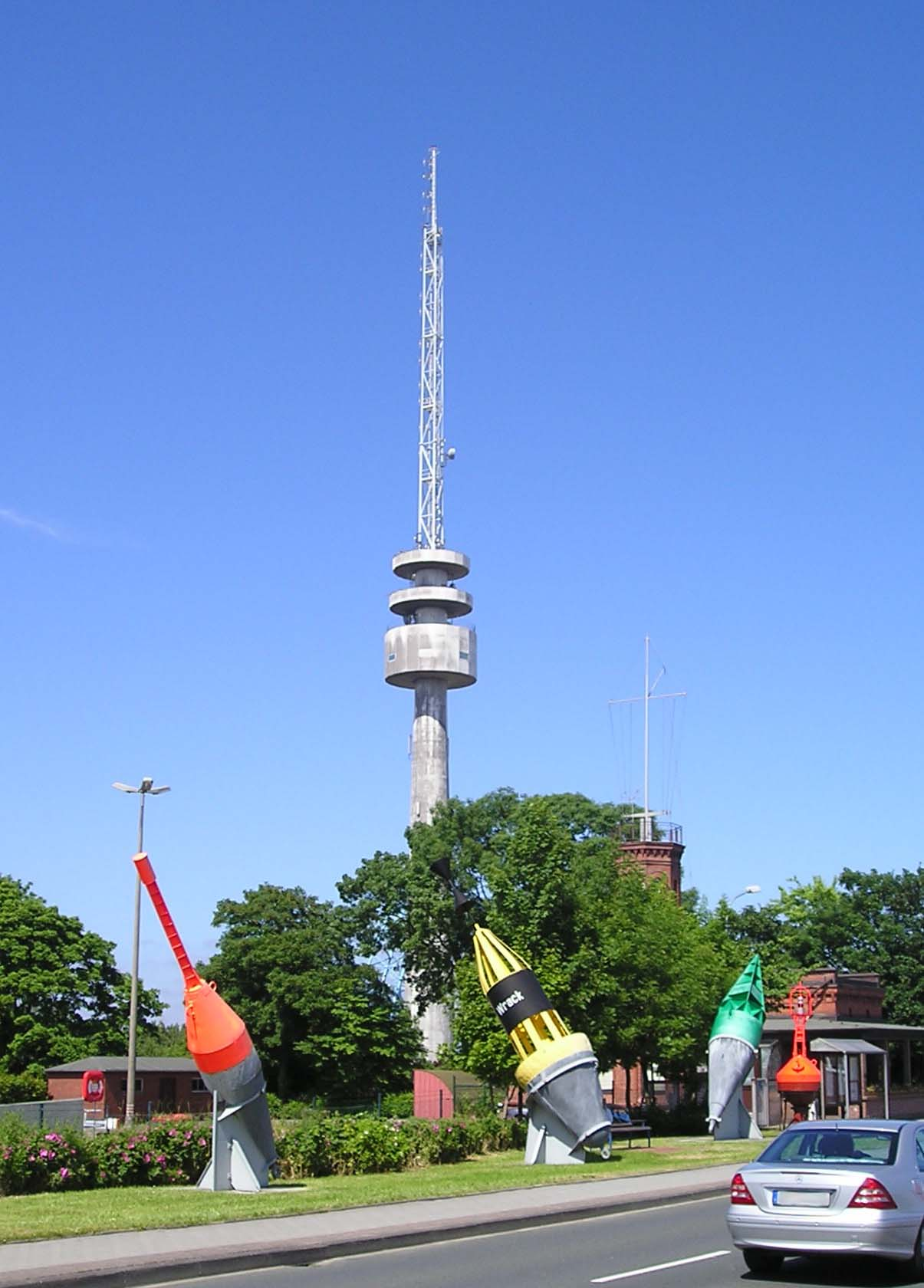
Antennenturm des WSA Weser-Jade-Nordsee Dienstort Wilhelmshaven

Betriebshof des WSA Elbe-Nordsee Dienstort Cuxhaven

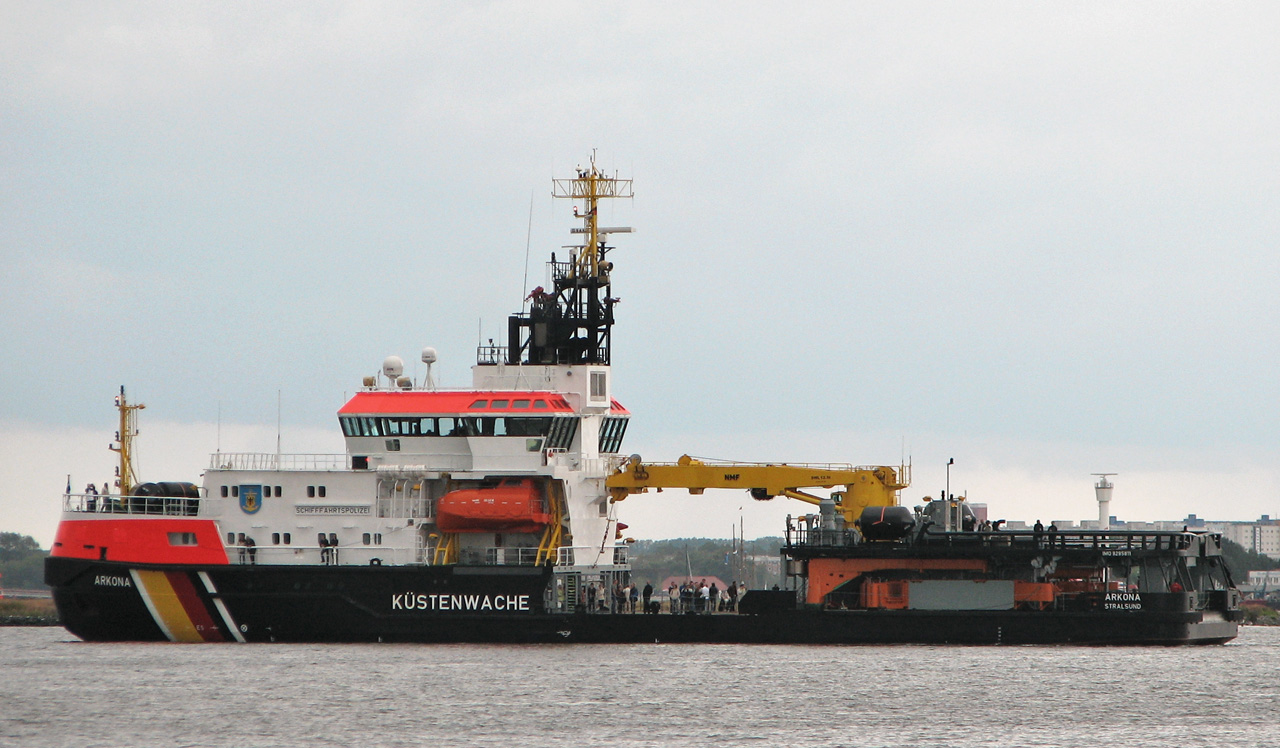
Mehrzweckschiff Arkona des WSA Ostsee

Die Wasserstraßen- und Schifffahrtsämter (WSA, Plural WSÄ) in Deutschland sind Teil der Organisationsstruktur der Wasserstraßen- und Schifffahrtsverwaltung des Bundes (WSV), die dem Bundesministerium für Digitales und Verkehr (BMDV) untersteht.

## Einordnung in die Organisationsstruktur
Mit dem WSV-Zuständigkeitsanpassungsgesetz vom 24. Mai 2016 (BGBl. I S. 1217) wurden neue Zuständigkeiten und Bezeichnungen bei der WSV festgelegt. Damit bekamen die schon seit 1. Mai 2013 geltenden Vorgaben einen gesetzlichen Rahmen und die bisherigen Wasser- und Schifffahrtsämter wurden zu den Wasserstraßen- und Schifffahrtsämtern umbenannt. Diese bilden die Unterinstanz zur Generaldirektion Wasserstraßen und Schifffahrt (GDWS), die als neu geschaffene Mittelbehörde die bisherigen sieben Wasser- und Schifffahrtsdirektionen ersetzt.
Als weitere Folge der Neuorganisation wurden die bisherigen 39 WSÄ mit über 130 Außenbezirken und Bauhöfen auf 17 Ämter zusammengeführt. Die zusammengeführten Ämter sind anstelle ihrer bisherigen Ortsbezeichnungen jetzt nach ihrem Zuständigkeitsbereich benannt (z. B. Wasserstraßen- und Schifffahrtsamt Neckar).

## Aufgabenbereiche

### Wasserstraßenbereich
Im Infrastrukturbereich nehmen die Wasserstraßen- und Schifffahrtsämter folgende Hoheitsaufgaben für die Wasserstraßen- und Schifffahrtsverwaltung des Bundes wahr: 
- Unterhaltung und Betrieb der Bundeswasserstraßen sowie der bundeseigenen Schifffahrtsanlagen (wie z. B. Schleusen, Wehre, Betriebszentralen etc.)
- Wahrnehmung strompolizeilicher Aufgaben
- Setzen und Betreiben von Schifffahrtszeichen
- Wasserstand-Meldungen
- Eisbekämpfung (mit eigenen Eisbrechern)

### Binnenschifffahrt
Nach dem Gesetz über die Aufgaben des Bundes auf dem Gebiet der Binnenschifffahrt nehmen die Wasserstraßen- und Schifffahrtsämter folgende Hoheitsaufgaben für die Wasserstraßen- und Schifffahrtsverwaltung des Bundes wahr: 
- Förderung der Binnenflotte und des Binnenschiffsverkehr
- Abwehr von Gefahren für die Sicherheit und Leichtigkeit des Verkehrs sowie die Verhütung von der Schifffahrt ausgehender Gefahren (Schifffahrtspolizei) und schädlicher Umwelteinwirkungen im Sinne des Bundes-Immissionsschutzgesetzes
- Erteilung der Erlaubnis zur Fahrt auf den Bundeswasserstraßen für Wasserfahrzeuge

### Seeschifffahrt
Nach dem Gesetz über die Aufgaben des Bundes auf dem Gebiet der Seeschifffahrt nehmen die Wasserstraßen- und Schifffahrtsämter folgende Hoheitsaufgaben für die Wasserstraßen- und Schifffahrtsverwaltung des Bundes wahr: 
- Förderung der deutschen Handelsflotte und die Vorsorge für die Erhaltung der Leistungsfähigkeit der Seehäfen
- Abwehr von Gefahren für die Sicherheit und Leichtigkeit des Verkehrs sowie die Verhütung von der Seeschifffahrt ausgehender Gefahren (Schifffahrtspolizei) und schädlicher Umwelteinwirkungen im Sinne des Bundes-Immissionsschutzgesetzes
- seewärts der Begrenzung des Küstenmeeres, Schifffahrtspolizei, Abwehr von Gefahren sowie die Beseitigung von Störungen der öffentlichen Sicherheit oder Ordnung
- Maßnahmen zur Erfüllung von Aufgaben, die dem Bund auf dem Gebiet der Seeschifffahrt aufgrund sonstiger Vorschriften obliegen

## Sonstiges
Der Personalbestand der gesamten Wasserstraßen- und Schifffahrtsverwaltung (inklusive der Oberbehörden) umfasste nach eigenen Angaben 2021 rund 12.500 Beschäftigte.